# Klangwelt
Klangwelt – projekt z nurtu muzyki elektronicznej, realizowany przez niemieckiego muzyka Geralda Arenda.
Gerald Arend (ur. 1966 w Norderstedt) zainspirowany muzykami takimi jak Jean Michel Jarre, Vangelis, Klaus Schulze i zespołem Tangerine Dream już we wczesnych latach 80 zaczął eksperymentować z syntezatorami. Pierwsze próby tworzenia własnej muzyki podjął w czasie, gdy udzielał się jako klawiszowiec w wielu mniej znanych zespołach wykonujących muzykę w stylu Neue Deutsche Welle oraz indie pop i indie rock. W tymże okresie muzyk zbudował własne domowe studio nagraniowe. W połowie lat 90. XX wieku Arend zaczął nagrywać swoje 
instrumentalne kawałki pod szyldem Klangwelt. Pierwszy album pod nazwą „Klangwelt” ukazał się jednakże dopiero w 2002 roku, a jego produkcja miała miejsce w profesjonalnej wytwórni Spheric Music należącej do muzyka Lamberta Lingrage. Krążek natychmiast spotkał się z bardzo dobrym odbiorem na scenie muzyki elektronicznej. Już na początku 2003 roku został uznany trzecim najlepszym albumem 2002 roku przez niemieckie radio Schwingungen, jednocześnie utwór Nordland uplasował się na 2 miejscu w 
kategorii „Najlepszy tytuł roku”, a sam projekt zajął pierwsze miejsce w kategorii „Najlepszy debiutant roku”. Z końcem 2003 roku został wydany drugi album pod nazwą „The Age of Numbers”, który został uznany przez to samo radio drugim najlepszym albumem roku 2003. Utwór „Lucky Numbers” z tego albumu pojawił się także w wydanym w 2004 roku samplerze Mystic Beats 3 wydanym przez wytwórnię ZYX Music.
Styl muzyczny projektu Klangwelt jest bardzo różnorodny i nie da się go porównać bezpośrednio ze stylem danego artysty, czy też sklasyfikować jako dany rodzaj muzyki. Można go określić jako atmosferyczną i melodyjną muzykę syntezatorową - zgodnie z opisem zawartym na oficjalnej stronie internetowej projektu "styl Klangwelt łączy w swoich zarówno relaksacyjnych jak i pobudzających utworach instrumentalnych atmosferyczne tło z pulsującymi rytmami oraz chwytliwymi melodiami profesjonalnie wyprodukowanymi w szerokopasmowym dźwięku stereo 3D".

## Dyskografia
- Weltweit (2002)
- The Age of Numbers (2003)
- XOIO (2006)
- The Incident (2018)

Ponadto w roku 2002 został wydany wcześniej niepublikowany utwór „Blue Planet” na samplerze Mystic Spirits Vol. 6 wydanym przez ZYX Music.